# Fritz Scholder
Fritz Scholder (ur. 6 października 1937, zm. 10 lutego 2005) – współczesny amerykański artysta, malarz i rzeźbiarz, pochodzenia indiańskiego (Luiseño) i niemieckiego, autor inspirowanych ekspresjonizmem i postmodernistycznym surrealizmem nowatorskich prac o bogatej tematyce, współtwórca nowego realistycznego wizerunku tubylczych Amerykanów w sztuce i czołowy przedstawiciel współczesnego malarstwa amerykańskiego.

## Życiorys
Urodzony w Breckenridge w Minnesocie był piątym z kolei mężczyzną w rodzinie, noszącym to samo imię i nazwisko. Przodkowie jego babci ze strony matki pochodzili z północnoamerykańskiego plemienia Indian Luiseño z Kalifornii, zaś przodkowie ojca – z Niemiec. Od najmłodszych lat lubił rysować, wygrywał lokalne konkursy plastyczne dla młodych talentów, a w szkole trafił m.in. pod opiekę słynnego malarza z plemienia Siuksów Oscara Howie.
W 1957, po przeniesieniu się z Wisconsin do Kalifornii, wraz ze swym pierwszym mistrzem Wayne’em Thiebaudem i kolegami ze State University w Sacramento otworzył swoją pierwszą galerię, a krótko potem zyskał przychylne recenzje za pierwszą indywidualną wystawę. Wkrótce, w 1961, zaproszony do udziału w Projekcie Indiańskiej Sztuki (Indian Art Project) Fundacji Rockefellera na Arizona University, gdzie rozpoczął prawdziwą karierę artystyczną.
Po ukończeniu studiów na Wydziale Sztuk Pięknych w Tucson, w 1964 zaczął wykładać malarstwo i historię sztuki współczesnej na nowo powstałym Institute of American Indian Arts (Instytucie Sztuk Indian Amerykańskich) w Santa Fe. Tam spotkał wiele późniejszych sław współczesnej sztuki tubylczej w USA, takich jak Allan Houser, James McGrath, czy T.C. Cannon.
To właśnie w Nowym Meksyku, w 1967, powstały pierwsze z serii jego nowatorskich obrazów ukazujących "prawdziwych Indian" – tyleż wówczas głośne, co kontrowersyjne. Jako pierwszy malował Indian współczesnych – z puszkami piwa i amerykańskimi flagami, tubylców w jeansach i pickupach, uciekając od obowiązującego wówczas w malarstwie stereotypowego wizerunku Indian – dominującego też w tradycyjnej "sztuce ludowej" tubylców ze szkoły Santa Fe. Inspirowany pracami twórców pop-artu i ekspresjonizmu abstrakcyjnego, sięgnął po wyraziste kształty i barwy.
Jego obrazy były nowatorskie nie tylko w treści, ale i w formie – dalekie od realizmu typowej sztuki "westernowej", bliższe pop-artowi, surrealizmowi i innym prądom sztuki współczesnej. Jego ówczesne prace, powstające pod wyraźnym wpływem postmodernizmu, odwoływały się do modnej wówczas estetyki pop-kultury i obalały utrwalony w społecznej świadomości romantyczny wizerunek Indian. Wychowany poza rezerwatem, wypracował osobistą perspektywę Świata Indian, która zdobyła uznanie krytyki.
"Przestańcie malować Indian" – wzywał innych indiańskich artystów uważając, że "sztukę tubylczą" zbyt często definiuje się na podstawie jej tematyki. I sam – wykorzystując niepowtarzalną mieszankę mistycznej wyobraźni i malarskiego kiczu – malował kolejne serie obrazów: pełne magii portrety kobiet, egzotyczne egipskie zabytki, cykle płócien z psami i kotami, barwne motyle, widoki Empire State Building, mroczne szkielety i tajemnicze "konie ze snów". Jednocześnie na prowokacyjnych często plakatach przywoływał – czasem schematyczne, a kiedy indziej modernistyczne w swym charakterze – "popkulturowe" postaci wodzów w pióropuszach.
W latach 70., po rezygnacji z pracy w Instytucie Sztuk Indian Amerykańskich (IAIA), wybrał się w podróż po Europie i Afryce Północnej, a następnie powrócił do Nowego Meksyku, gdzie kupił dom i pracownię z cegły adobe w Santa Fe. Od 1970 pracował też, na zlecenie Tamarind Institute z Albuquerque, nad noszącym tytuł Indians Forever cyklem litografii, które stały się później jedną z jego ulubionych form i tematem pierwszej książki o jego twórczości.
W latach 80. kupił pracownię na nowojorskim Manhattanie, gdzie malował i pracował nad obszerną monografią. Ponownie odwiedził też Egipt i przygotował dużą wystawę w paryskim Grand Palais (1984). Rok później uhonorowany został nagrodą Amerykańskiej Akademii Umiejętności (AAA).
W 1991 monachijskie wydawnictwo Nazraeli Press wydało album Afternoon Nap – pierwszą z serii kilku znanych potem publikacji, poświęconą jego pracom. Tymczasem artysta otrzymywał doktoraty honorowe kolejnych akademii, nagrodę humanitarną 14. skandynawsko-amerykańskiego festiwalu Norsk Hostfest w Dakocie Północnej (1991) i wręczaną przez IAIA z Santa Fe Nagrodę Wizjonera (Vision Award – 1996). Wszystkie te wyróżnienia cenił wysoko, lecz – broniąc się konsekwentnie przed szufladkowaniem swej twórczości – wolał być podziwiany bardziej jako artysta współczesny i amerykański niż twórca "etniczny" czy "indiański".
Był malarzem płodnym i – jak sam mówił – wolał tworzyć nowe płótna, niż oceniać stare. Niektóre ze swoich prac niszczył, zanim wyszły na światło dzienne. Późniejsza jego twórczość, określana czasem jako nierówna, chociaż nie dorównywała popularnością jego dawniejszym nowatorskim dziełom, nadal cieszyła się dużym uznaniem krytyki i często gościła w najlepszych muzeach i galeriach świata. Na aukcjach jego obrazy i litografie nierzadko sprzedawano za dziesiątki tysięcy dolarów. W ciągu jednego tylko roku jego prace wystawiane były – poza Ameryką Północną – w takich krajach, jak Japonia, Chiny, Francja, Niemcy i w rosyjskim St. Petersburgu (choć aż do 2005 roku twórcy polskich stron internetowych nie dostrzegali go).
W kolejnych okresach twórczości fascynowały go różne style, tematy i techniki. Znajdowały w nich swój artystyczny wyraz zarówno bogata osobowość, jak i rozliczne obsesje twórcy, którego dom w Scottsdale zdobiły cenne inkunabuły i stare fotografie, głowa nosorożca i staroegipska mumia kota. Swoje łóżko zwieńczył wypchanym bizonem, a podłogę w biurze udekorował rzeźbą leżącej nago kobiety.
"Codziennie składam dzięki za to, że byłem w stanie okiełznać me szaleństwo i sprawić by mi służyło" – napisał w jednej ze swych książek. W latach 90. sporo czasu poświęcał sztuce rzeźbiarskiej, a o jego wielkich demonach i autoportretach z brązu pisano, że nie powstydziłby się ich żaden z wielkich twórców drugiej połowy XX w.
Pod koniec życia chorował na cukrzycę i większość 2004 spędził w szpitalu, tworząc już niewiele. Jego ostatnia wystawa w galerii Chiaroscuro obejmowała cykl obrazów, które nazwał Muses (Muzy). Zmarł na zapalenie płuc zimą 2005, pozostawiając żonę i syna.
Jego prace, które od niemal pół wieku wytyczały nowe kierunki w sztuce tubylczych i nie-tubylczych Amerykanów – wystawiane w waszyngtońskim National Museum of American Indians (Narodowym Muzeum Amerykańskich Indian), nowojorskim Metropolitan Museum of Art (MoMa – Muzeum Sztuki Współczesnej), paryskiej Bibliotece Narodowej i najbardziej prestiżowych galeriach świata – przypominać będą kolejnym pokoleniom o osiągnięciach jednego z największych amerykańskich artystów-wizjonerów XX w.